# MSC Sinfonia

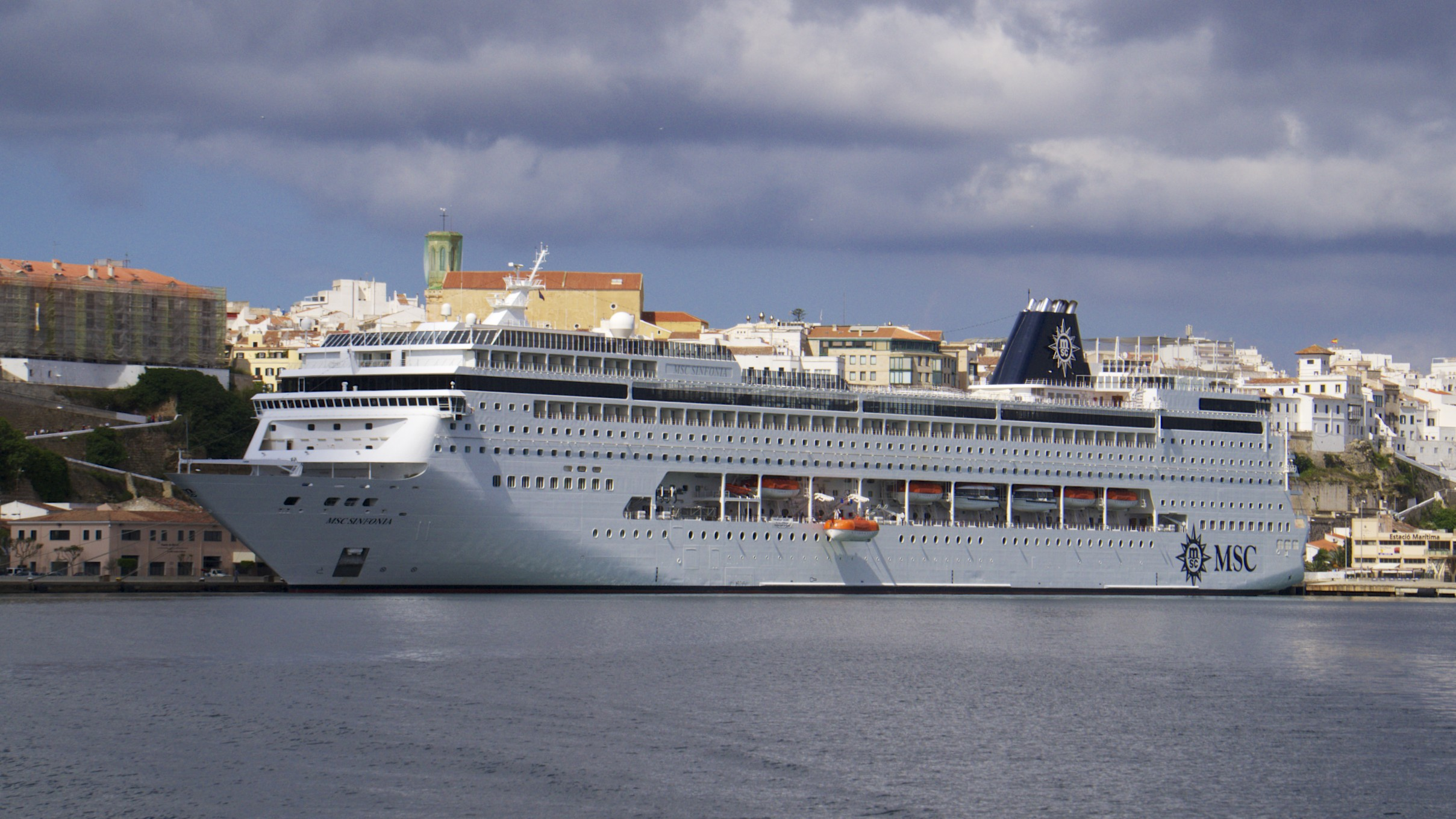
MSC Sinfonia a Mahon

MSC Sinfonia è una nave da crociera della compagnia MSC Crociere.

## Storia
La nave è stata battezzata il 22 aprile 2002 a Genova da Festival Crociere come European Stars e dal 2005 inizia ad operare per MSC Crociere con il nome MSC Sinfonia, anche a raccogliere il testimone della gloriosa MSC Symphony, sfarzoso transatlantico degli anni ‘60 che al tempo era da poco dismessa dalla flotta MSC. 
Ha una nave gemella: MSC Armonia.
Il 12 gennaio 2015 è entrata nei cantieri Fincantieri di Palermo dove è stata sottoposta ad un completo rinnovamento e allungata di 25 metri. Alla fine degli importanti lavori è lunga 275 m ed ha a disposizione 193 nuove cabine, nuovi spazi dedicati all'intrattenimento, l'adozione di tecnologie d'avanguardia ed il rinnovamento, negli spazi e nelle decorazioni, dei negozi di bordo. La trasformazione si è conclusa il 25 marzo 2015.

## Descrizione
La dotazione della nave include:
- 13 ponti di cui 9 passeggeri
- 9 ascensori
- sistema di riduzione delle vibrazioni e insonorizzazione degli ambienti pubblici
- 132 suite con balcone privato
- 2 suite familiari con oblò
- 371 cabine esterne con balcone
- 272 cabine interne
- mini bar, cassetta di sicurezza, radio, bagno con doccia o vasca, asciugacapelli, aria condizionata e riscaldamento, guardaroba, telefono e collegamento Internet senza fili (a pagamento) in tutte le cabine
- servizi comuni (servizio clienti, ufficio escursioni, centro medico)
- saloni/sale conferenze (teatro San Carlo con 600 posti, sala congressi con 193 posti)
- 2 ristoranti ed 1 buffet fai da te
- 7 bar di cui uno esterno
- area benessere (talassoterapia, bagno turco, sauna, palestra, massaggi, salone di bellezza, parrucchiere, sala pesi)
- attività sportive (percorso jogging, shuffleboard, minigolf, centro sportivo)
- divertimento (negozi, internet cafè, casinò, discoteca, sala giochi, biblioteca, area giochi con miniclub)

## Incidenti
Il 6 gennaio 2024 la MSC Sinfonia, ormeggiata al molo Sant’Antonio del porto grande di Siracusa, a seguito della rottura degli ormeggi di prua, ha effettuato una rotazione di oltre 90° andando alla deriva per centinaia di metri in direzione Nord-Est investendo l'intero porto turistico Marina Yachting di Ortigia e oltre 35 imbarcazioni ricoverate.
La compagnia di navigazione MSC, nonostante le evidenti responsabilità, si è dichiarata non responsabile dell'incidente non risarcendo la struttura portuale ed i proprietari delle imbarcazioni danneggiate ed affondate costrette ad una lunga causa risarcitoria.

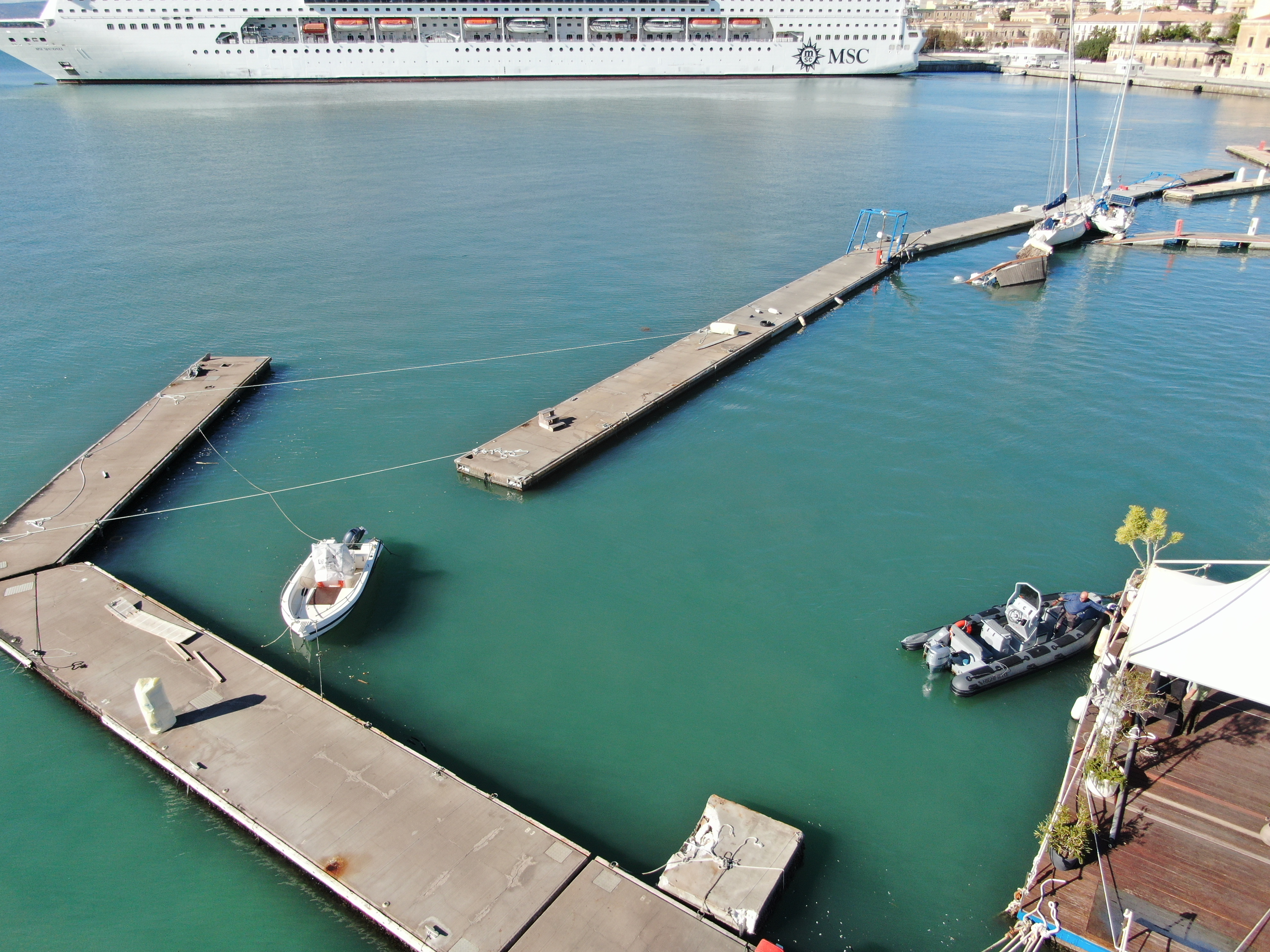
Danni causati da MSC Sinfonia a Siracusa

## Navi gemelle
- MSC Armonia
- MSC Lirica
- MSC Opera